# Ботово (Брестская область)
Бо́тово (бел. Ботава) — деревня в Пинском районе Брестской области Республики Беларусь. Входит в состав Новодворского сельсовета. Население — 176 человек (2019).

## География
Деревня расположена в 27 км к северо-востоку от центра Пинска. Ботово находится неподалёку от северного берега водохранилища Погост на реке Бобрик. Через деревню проходит местная дорога Доброславка — Бокиничи, соединяющая шоссе М10 и Р105. Западней Ботово находится деревня Чухово, восточней — Борки и Камень.

## История
- XVII век — является собственностью Стеткевичей
- XVIII век — переходит во владение князей Друцких-Любецких
- 1795 год — при каплице Св. Николая присоединены к православию 240 мужчин и 197 женщин
- Конец XIX века — на кладбище построена Георгиевская церковь, утраченная позже
- Март 1944 года — фашистами уничтожено 40 дворов, убиты 2 жителя

## Достопримечательности
- Георгиевская церковь (1989 год)
- Археологические памятники:
  - Стоянка эпохи неолита 4-3 тысячелетия до н. э.
  - Стоянка неолита и бронзового века[5]